# Listă de filme: Y
| Listă de filme                                          | Listă de filme | Listă de filme | Listă de filme | Listă de filme | Listă de filme | Listă de filme |
| ------------------------------------------------------- | -------------- | -------------- | -------------- | -------------- | -------------- | -------------- |
| #                                                       | A              | B              | C              | D              | E              | F              |
| G                                                       | H              | I              | J · K          | L              | M              | N · O          |
| P                                                       | Q · R          | S · Ș          | T · Ț          | U · V          | W · X          | Y · Z          |
| Această infocasetă: vizualizare • discuție • modificare |                |                |                |                |                |                |

- Y Mabinogi (2003)
- Yaaba (1989)
- Yaadein (1964, 2001)
- Yakeen (1969)
- The Yakuza (1975)
- Yam Yasothon (2005)
- Yamakasi (2001)
- A Yank at Oxford (1938)
- Yankee Dood It (1956)
- Yankee Doodle Dandy (1942)
- The Yankee Doodle Mouse (1943)
- The Yards (2000)
- Yeah Right! (2003)
- Year of the Dog (2007)
- Year of the Dragon (1985)
- Year of the Horse (1997)
- The Year of Living Dangerously (1982)
- The Year My Voice Broke (1987)
- Year One (2009)
- The Year of the Yao (2004)
- The Yearling (1946)
- Yeh Dil Aap Ka Huwa (2002)
- Yeh Raaste Hain Pyaar Ke (2001)
- Yellow (1998)
- Yellow Earth (1984)
- Yellow Hair (1999)
- Yellow Hair 2 (2001)
- The Yellow Rolls-Royce (1964)
- Yellow Sky (1948)
- Yellow Submarine (1968)
- Yellowbeard (1983)
- Yentl (1983)
- Yes (2004)
- Yes Man (2008)
- The Yes Men (2003)
- Yes Nurse! No Nurse! (2002)
- Yes, But... (2001)
- Yesterday: (2002) & (2004)
- Yesterday Once More (2004)
- Yesterday Was a Lie (2008)
- Yesterday, Today and Tomorrow (1963)
- Yi Yi: A One and a Two (2000)
- The Yo-Yo Gang (1992)
- Yobi, the Five Tailed Fox (2007)
- Yogen (2004)
- Yogi (2007)
- Yogi Bear (2010)
- Yojimbo (1961)
- Yol (1982)
- Yolanda and the Thief (1945)
- Yor, the Hunter from the Future (1983)
- Yossi & Jagger (2002)
- You Again (2010)
- You Are My Sunshine (2005)
- You Are Not Alone (1978)
- You Can Count on Me (2000)
- You Can't Always Tell (1915)
- You Can't Stop the Murders (2003)
- You Can't Take It With You (1938)
- You Don't Know What You're Doin'! (1931)
- You Don't Mess with the Zohan (2008)
- You Got Served (2004)
- You Kill Me (2007)
- You Lucky Dog (1998) (TV)
- You and Me: (1938) & (2005)
- You Nazty Spy! (1940)
- You Only Live Once (1937)
- You Only Live Twice (1967)
- You Ought to Be in Pictures (1940)
- You Ruined My Life (1987) (TV)
- You So Crazy (1994)
- You Were Never Lovelier (1942)
- You Will Meet a Tall Dark Stranger (2010)
- You Wish! (2003) (TV)
- You'll Never Get Rich (1941)
- You're a Big Boy Now (1966)
- You're Darn Tootin' (1928)
- You're in the Navy Now (1951)
- You're Never Too Young (1955)
- You've Got Mail (1998)
- You've Got to Walk It Like You Talk It or You'll Lose That Beat (1971)
- You, the Living (2007)
- You, Me and Dupree (2006)
- Young Adam (2003)
- Young Adult (2011)
- Young and Dangerous series:
  - Young and Dangerous (1996)
  - Young and Dangerous 2 (1996)
  - Young and Dangerous 3 (1996)
  - Young and Dangerous 4 (1997)
- Young Doctors in Love (1982)
- Young Dr. Kildare (1938)
- Young Einstein (1988)
- Young Frankenstein (1974)
- The Young Girls of Rochefort (1968)
- Young Guns (1988)
- Young Guns II (1990)
- Young at Heart (1954)
- Young and Innocent (1937)
- Young Man with a Horn (1950)
- The Young Master (1980)
- Young Mr. Lincoln (1939)
- The Young One (1960)
- The Young Philadelphians (1959)
- The Young Poisoner's Handbook (1995)
- Young Policemen in Love (1995)
- Young Sherlock Holmes (1985)
- Young Törless (1966)
- The Young Victoria (2009)
- Young Winston (1972)
- Young Wives' Tale (1951)
- Youngblood: (1978) & (1986)
- Your Friends & Neighbors (1998)
- Your Highness (2011)
- Your Safety First (1956)
- Your Sister's Sister (2012)
- Your Studio and You (1996)
- Yours Emotionally (2006)
- Yours, Mine, and Ours: (1968) & (2005)
- Youth of the Beast (1963)
- Youth in Revolt (2010)
- Youth Without Youth (2007)
- Yu-Gi-Oh! The Movie: Pyramid of Light (2004)
- Yuva (2004)
- Yūgure made (1980)

| Listă de filme                                          | Listă de filme | Listă de filme | Listă de filme | Listă de filme | Listă de filme | Listă de filme |
| ------------------------------------------------------- | -------------- | -------------- | -------------- | -------------- | -------------- | -------------- |
| #                                                       | A              | B              | C              | D              | E              | F              |
| G                                                       | H              | I              | J · K          | L              | M              | N · O          |
| P                                                       | Q · R          | S · Ș          | T · Ț          | U · V          | W · X          | Y · Z          |
| Această infocasetă: vizualizare • discuție • modificare |                |                |                |                |                |                |